# Amalia Calzavara
Amalia Calzavara (Venezia, 2 aprile 1966) è un'ex canoista italiana.

## Carriera
Nata a Venezia nel 1966, a 26 anni ha partecipato ai Giochi Olimpici di Barcellona 1992, nel K-4 500 metri, insieme ad Annacatia Casagrande, Chiara Dal Santo e Lucia Micheli, venendo eliminata in semifinale con il tempo di 1'41"08 (quarta posizione, passavano i primi tre), dopo essere arrivata quarta anche in batteria, in 1'38"82.